# Quá khích hóa
Quá khích hóa (tiếng Anh: radicalization) là quá trình một cá nhân hoặc một nhóm áp dụng các quan điểm ngày càng quá khích đối lập với hiện trạng chính trị, xã hội hoặc tôn giáo. Các ý tưởng về xã hội nói chung định hình các kết quả của quá trình quá khích hóa; ví dụ, các phong trào quá khích có thể bắt nguồn từ sự đồng thuận xã hội rộng rãi chống lại những thay đổi tiến bộ trong xã hội hoặc từ mong muốn rộng rãi cho sự thay đổi trong xã hội. Quá trình quá khích hóa có thể dẫn đến cả hành động bạo lực và không bạo lực—tài liệu học thuật tập trung vào việc quá khích hóa thành chủ nghĩa cực đoan bạo lực hoặc quá khích hóa dẫn đến hành động khủng bố. Nhiều con đường riêng biệt có thể thúc đẩy quá trình quá khích hóa, quá trình này có thể độc lập nhưng thường tương trợ lẫn nhau.
Quá trình quá khích hóa mà xảy ra trên nhiều khía cạnh mang tính củng cố làm tăng đáng kể khả năng phục hồi và khả năng gây chết người của nhóm. Hơn nữa, bằng cách loại bỏ khả năng của một nhóm trong việc hòa nhập với xã hội không quá khích và trong việc tham gia vào nền kinh tế hiện đại, quốc gia hoặc quốc tế, quá khích hóa đóng vai trò như một loại bẫy xã hội học khiến các cá nhân không có nơi nào khác để đi đi đến để thỏa mãn nhu cầu vật chất và tinh thần của họ.

## Định nghĩa
Không có định nghĩa nào được chấp nhận rộng rãi về quá khích hóa. Một trong những khó khăn trong việc xác định quá khích hóa dường như là tầm quan trọng của những bối cảnh nào đủ để xác định thứ được coi là quá khích hóa. Do đó, quá khích hóa có thể có ý nghĩa khác nhau đối với những người khác nhau. Dưới đây là danh sách các định nghĩa được sử dụng bởi các chính phủ khác nhau.

### Liên minh Châu Âu
Ủy ban Châu Âu đã định nghĩa và đặt ra thuật ngữ "quá khích hóa" vào năm 2005 như sau: "quá khích hóa bạo lực" là hiện tượng người ta nắm giữ ý kiến, quan điểm và ý tưởng có thể dẫn đến các hành vi khủng bố như được định nghĩa tại Điều 1 của Khuôn khổ về Chống Khủng bố. Thuật ngữ "quá khích hóa bạo lực" có nguồn gốc trong giới chính sách của EU và được đặt ra sau vụ đánh bom Madrid ngày 11 tháng Ba năm 2004. Nó không được sử dụng rộng rãi trong khoa học xã hội như một khái niệm nhưng nó rõ ràng đề cập đến một quá trình xã hội hóa dẫn đến việc sử dụng bạo lực. Trong một báo cáo khởi đầu của Nhóm Chuyên gia của Ủy ban Châu Âu về quá khích hóa bạo lực—dựa trên bốn nghiên cứu chuyên sâu—mô hình nghiên cứu đã được mở ra cho các nghiên cứu khoa học sâu hơn, cũng như được hỗ trợ bởi các khoản tài trợ nghiên cứu thông qua các chương trình nghiên cứu an ninh khác nhau.

### Vương quốc Anh
Bộ Nội vụ Vương quốc Anh, cơ quan mẹ của MI5, định nghĩa quá khích hóa là "Quá trình mà người ta ủng hộ chủ nghĩa khủng bố và chủ nghĩa cực đoan bạo lực và trong một số trường hợp, sau đó tham gia các nhóm khủng bố." Báo cáo MI5 kết thúc bằng cách nói rằng không có biện pháp duy nhất nào sẽ làm giảm quá khích hóa ở Anh và rằng cách duy nhất để chống lại nó là nhắm mục tiêu vào các nhóm dễ bị tổn thương và cố gắng hòa nhập họ vào xã hội. Điều này có thể bao gồm việc giúp những người trẻ tuổi tìm được việc làm, hòa nhập tốt hơn các nhóm người nhập cư vào văn hóa địa phương và tái hòa nhập một cách hiệu quả các cựu tù nhân vào xã hội.

### UNESCO
Trong một báo cáo nghiên cứu của UNESCO (Tổ chức Giáo dục, Khoa học và Văn hóa của Liên Hợp Quốc) về tác động của Internet và phương tiện truyền thông xã hội đối với thanh thiếu niên và chủ nghĩa cực đoan bạo lực, khó khăn trong việc xác định đâu là quá khích hóa đã được thảo luận. Một sự khác biệt được rút ra "giữa quá trình quá khích hóa, một quá trình cực đoan hóa bạo lực (hợp pháp hóa việc áp dụng bạo lực), và các hành vi bạo lực." Theo báo cáo của UNESCO, quá khích hóa được xác định bởi ba tiêu chí sau:
- "Việc tìm kiếm ý nghĩa, nguồn gốc cơ bản và sự trở về một hệ tư tưởng gốc rễ của cá nhân;
- "Cá nhân như là một phần của một nhóm áp dụng một hình thức bạo lực để mở rộng các hệ tư tưởng gốc rễ và các mục tiêu đối lập khác có liên quan;
- "Sự phân cực của không gian xã hội và việc xây dựng tập thể một lý tưởng bị đe dọa 'chúng ta' chống lại 'họ,' nơi những người khác bị làm mất tính người bởi một quá trình đổ lỗi oan."[9]